# Li Ling-Ai
Li Ling-Ai (* 19. Mai 1908 in Honolulu als Gladys Ling-Ai Li; † Oktober 2003 in New York) war eine US-amerikanische Schriftstellerin, Schauspielerin und Filmproduzentin mit chinesischen Wurzeln, die in Honolulu/Hawaii lebte. 

## Leben
Gladys Li, wie sie als Kind gerufen wurde, war das sechste von neun Kindern. Ihre Eltern gehörten zu den ersten chinesischen Ärzten, die in Hawaii westliche Medizin praktizierten. Ihre Mutter Kong Tai Heong war eine gefragte Geburtshelferin, die ihrer Zeit weit voraus war und Beruf und Familie miteinander zu verbinden wusste. Li Ling-Ai setzte sich nach der Besetzung der Mandschurei durch das japanische Kaiserreich aktiv für die Unterstützung Chinas durch die USA ein. Sie versuchte der vor allem an der Westküste der USA relativ weit verbreiteten Diskriminierung von Chinesen (vgl. Chinese Exclusion Act) zu begegnen.
Der von Li Ling-Ai zusammen mit Rey Scott produzierte Dokumentarfilm Kukan über den Widerstandskampf Chinas gegen die japanische Besetzung im Zweiten Weltkrieg wurde 1942 in Hollywood mit dem Ehren-Oscar ausgezeichnet.